# 豐田通商

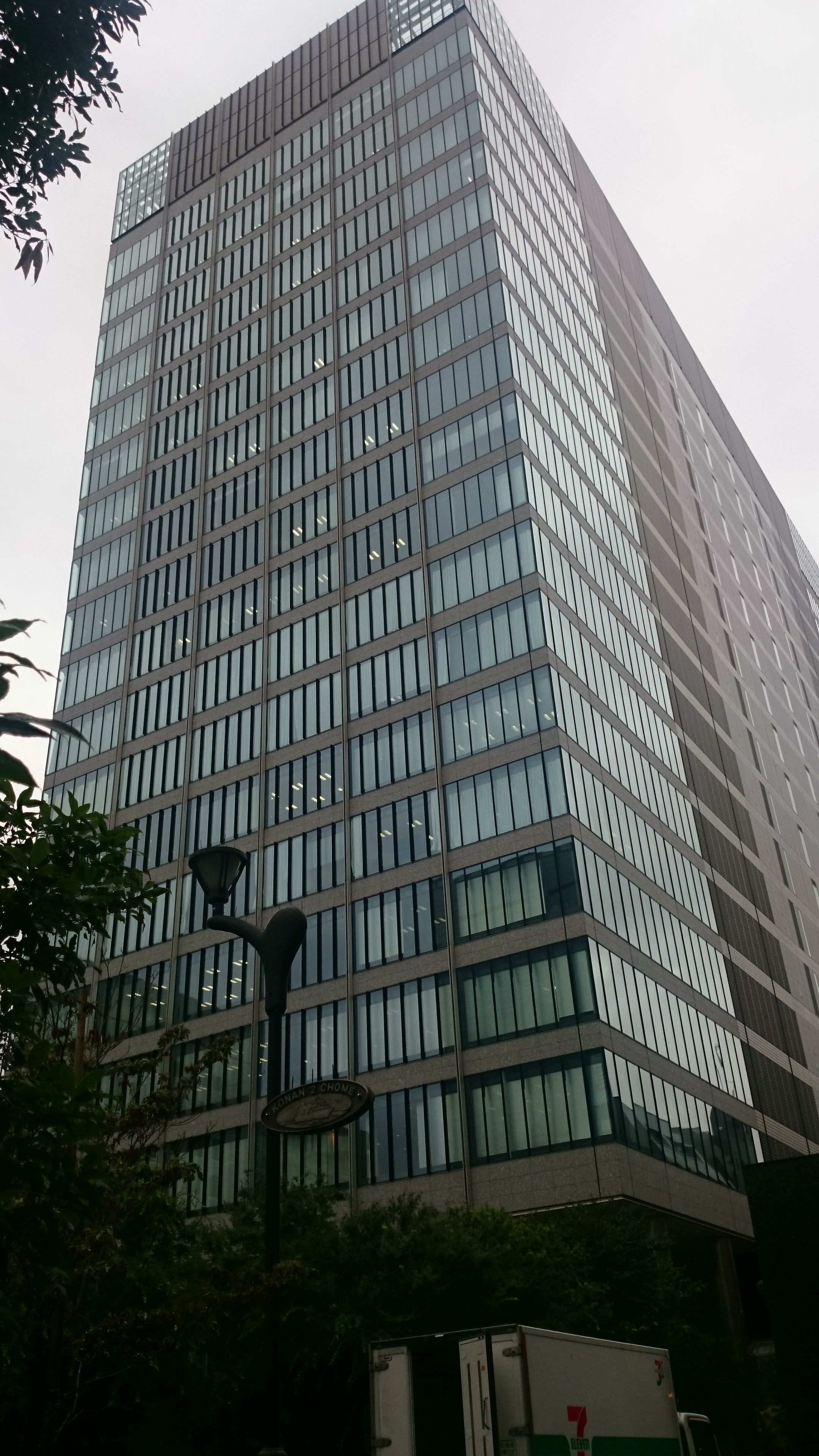
東京本社（品川前方大樓）

豐田通商（日语：／ Toyota Tsūshō */?；東證1部：8015，名證1部：8015）是日本7大綜合商社之一，為丰田集团的核心企业之一。世界500强企业排名167（以按照國際審計準則而所編製）。實施兩本社（總部）體制，在愛知縣名古屋市中村区名驛、東京都港區港南均設有本社。

## 历史
1936年，丰田金融株式會社成立。1942年，改称豐田產業株式會社（とよださんぎょう）。1947年第2次財閥解体中被解散。1948年，豐田產業的商社部門継承成立了日新通商株式會社。1956年改称豐田通商株式會社（とよだつうしょう；Toyoda Tsusho Kaisha, Limited）。1961年，於名古屋證券交易所2部上市。1975年，於名古屋證券交易所1部上市。1977年，於東京證券交易所1部上市。1985年，東京支店变更为東京本社。1987年英文社名改为「Toyota Tsusho Corporation」。2006年4月1日，合并了东棉。

## 外部鏈結
- 豐田通商（页面存档备份，存于） （日語）（英文）（简体中文）